# Viktor Hohenstein
Viktor Hohenstein, auch Victor, (* 6. März 1888 in Weil der Stadt; † 16. September 1974 ebenda) war ein deutscher Paläontologe, Geologe und Bodenkundler.
Hohensteins Vater hatte eine Gerberei und einen Ledergroßhandel in Weil der Stadt, wo Hohenstein zur Schule ging. 1906 bestand er die Reifeprüfung an der Königlichen Realanstalt in Esslingen am Neckar (heute Schelztor-Gymnasium) und studierte von 1908 bis 1911 bei Ernst Koken an der Universität Tübingen Geologie und Paläontologie und wurde dort 1913 promoviert (Beiträge zur Kenntnis des Mittleren Muschelkalks und des unteren Trochitenkalks am östlichen Schwarzwaldrand). Darin beschrieb er eine reichhaltige Fauna kleiner Mollusken aus zwei Hornstein-Horizonten des Muschelkalks (Anisium). Danach war er am Naturkunde-Museum in Berlin und 1914 bis 1919 Assistent von Johannes Walther an der Universität Halle, wo er sich hauptsächlich mit bodenkundlichen Arbeiten am neu errichteten Landwirtschaftlichen Institut befasste. 1921 bis 1945 war er wieder in Berlin als wissenschaftlicher Referent des Stickstoff-Syndikats. Im Krieg verlor er seinen gesamten Besitz und durchlebte unmittelbar nach dem Krieg eine schwere Zeit. Ab Mai 1946 war er bis zur Pensionierung 1950 bei der Deutschen Düngerzentrale.
Nach dem Tod seiner Frau Helene Sarbok zog er 1966 wieder in seine Heimatstadt, wo er bei seiner Schwester wohnte. Er widmete sich wieder der Paläontologie und unternahm Forschungen, um seine Untersuchung von 1913 zu revidieren und zu vervollständigen. Dabei trug er auch eine neue Sammlung zusammen, die wie auch die unvollendete Arbeit (er starb während der Arbeit an Nierenversagen) an das Geologisch-Paläontologische Institut in Tübingen ging. Ein Teil seiner Fossiliensammlung kam auch in das Staatliche Museum für Naturkunde in Stuttgart.
Von ihm stammen unter anderem die Erstbeschreibungen von Microconchus aberrans (HOHENSTEIN, 1913) aus der Gruppe der Microconchida (Posthörnchen-Röhren, Fossilien mit spiralförmig aufgerollten Röhren aus lamellenförmigem Calcit-Skelett, die vom Ordovizium bis Mitte Jura auftraten und deren systematische Einordnung offen ist), die Muscheln Neoschizodus germanicus (HOHENSTEIN, 1913) und Pseudocorbula plana (HOHENSTEIN, 1913) und die Schnecken Hologyra amabilis (HOHENSTEIN, 1913) und Actaeonina kokeni (HOHENSTEIN, 1913).
Er war seit 1910 im Verein für vaterländische Naturkunde in Württemberg, ab 1914 im Oberrheinischen Geologischen Verein, im Halleschen Verband für die Erforschung der mitteldeutschen Bodenschätze, in der Deutschen Geologischen Gesellschaft, der Gesellschaft für Erdkunde und in der Geologischen Vereinigung.

## Schriften
- Beiträge zur Kenntnis des mittleren Muschelkalks und des unteren  Trochitenkalks am östlichen Schwarzwaldrand. Vorläufige Mitteilung. Centralblatt für Mineralogie, Geologie und Paläontologie,  Jahrgang 1911, S. 643–656
- Beiträge zur Kenntnis des mittleren Muschelkalks und des unteren  Trochitenkalks am östlichen Schwarzwaldrand. Geol. Pal. Abh. N.F. 12, H. 2, 1913, 100 S., 8 Taf.
- Beiträge zur Paläontologie und Stratigraphie des deutschen oberen Muschelkalks. Naturwissenschaftliche Wochenschrift, Neue Folge Band 17, 1918, S. 238–240
- Die ostdeutsche Schwarzerde (Tschernosem) mit kurzen Bemerkungen über die ostdeutsche Braunerde, Internat. Mitt. Bodenkunde, Band 9, 1919, S. 1–31, 125–178
- Die Löß- und Schwarzerdeböden Rheinhessens, Jahresbericht Mitt. Oberrhein. Geolog. Verein, Neue Folge, Band 9, 1920, S. 74–97